# Chemise habillée
 (juillet 2019).
Si vous disposez d'ouvrages ou d'articles de référence ou si vous connaissez des sites web de qualité traitant du thème abordé ici, merci de compléter l'article en donnant les références utiles à sa vérifiabilité et en les liant à la section « Notes et références ».

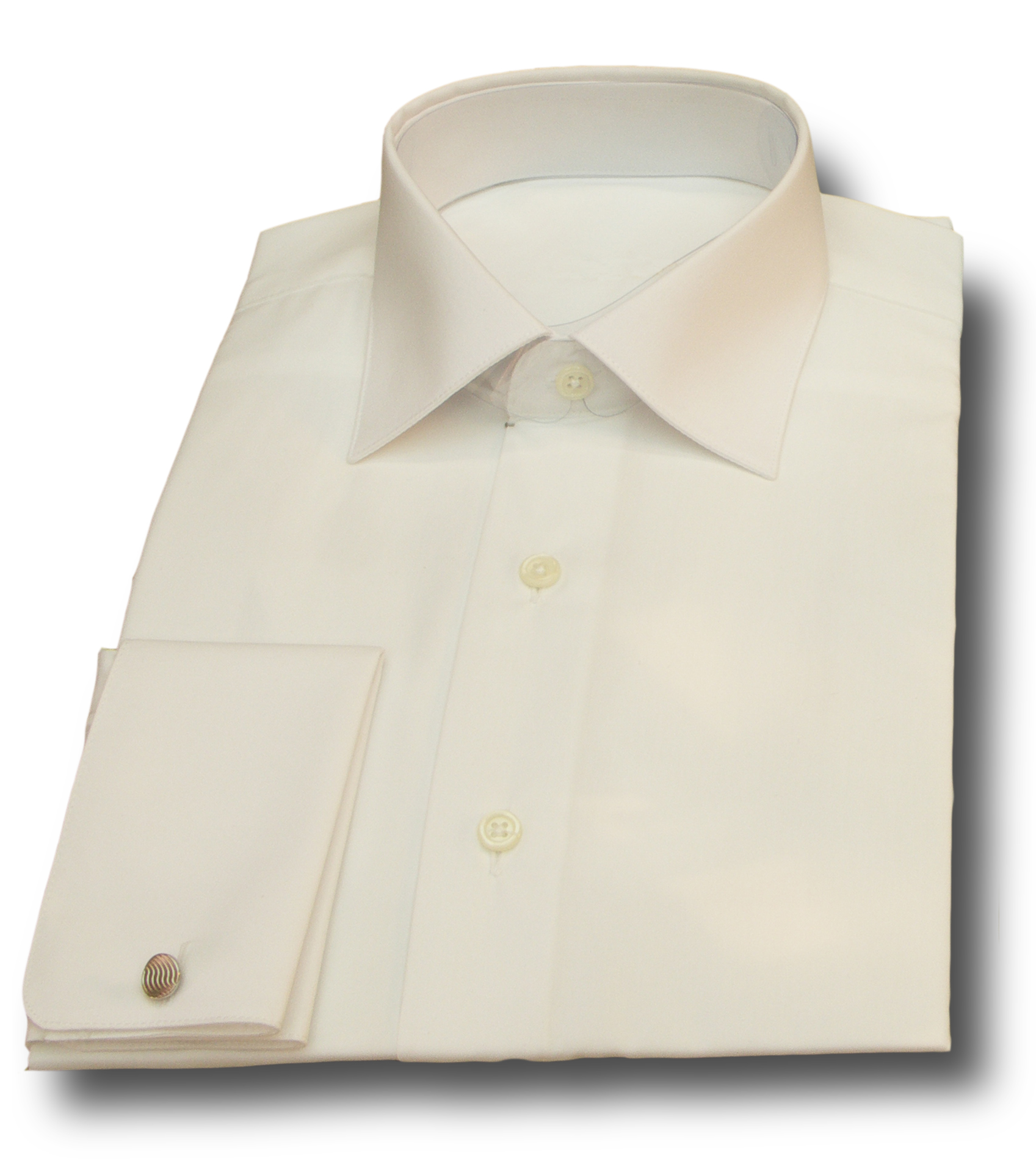
Une chemise de ville blanche pliée avec des doubles poignets français.

Une chemise habillée est un vêtement avec un col et une ouverture de pleine longueur à l'avant, qui est fixé à l'aide des boutons. Elle fait généralement partie d'un ensemble.
Une chemise habillée est normalement fabriquée à partir de tissu tissé, et est souvent accompagnée d'une cravate, veste, costume, ou autre vêtement de cérémonie, mais une chemise habillée peut également être portée de façon plus décontractée.

## L'histoire

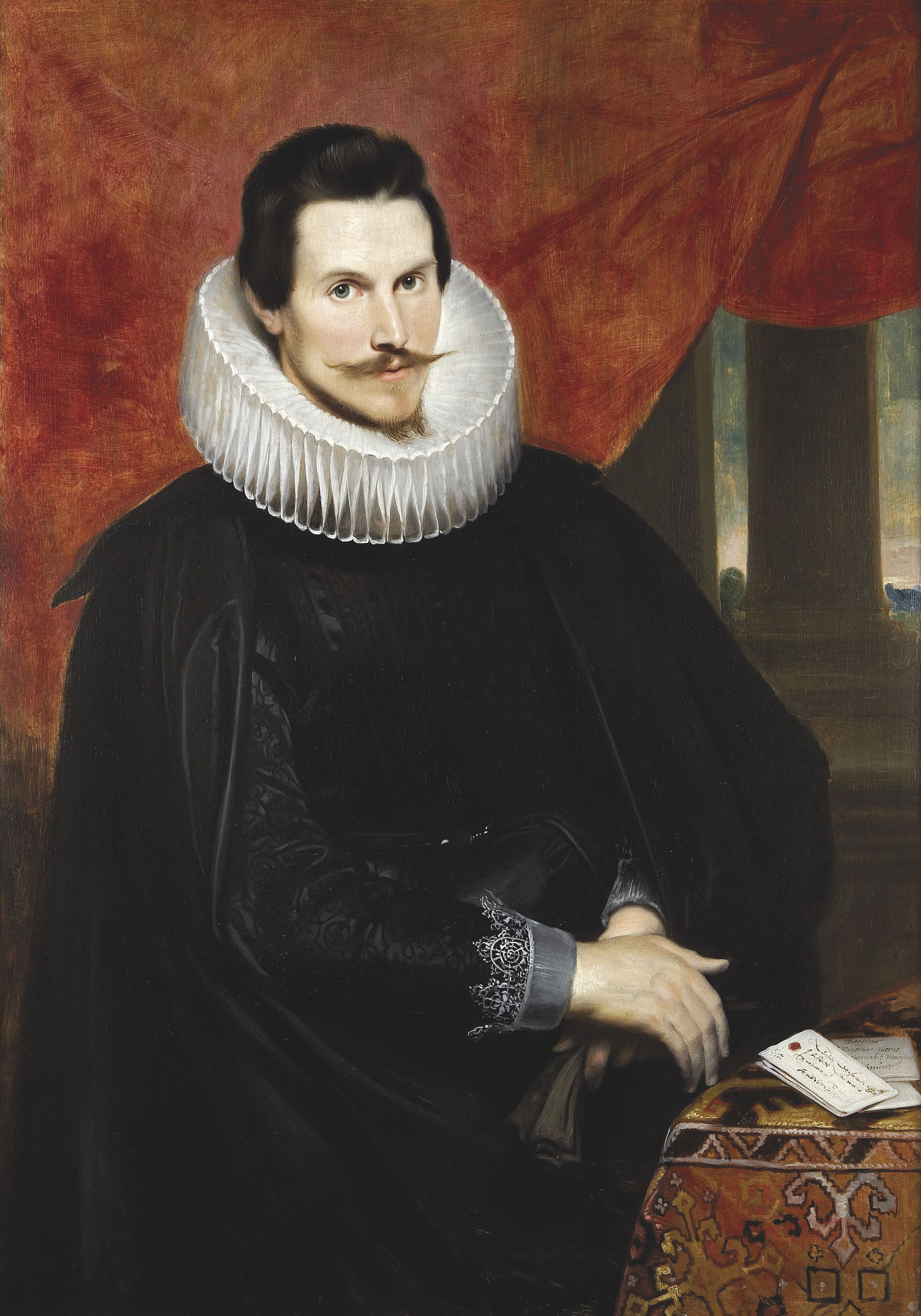
Au XVIIe siècle, les chemises et les manchettes des hommes étaient ornées de fines dentelles.

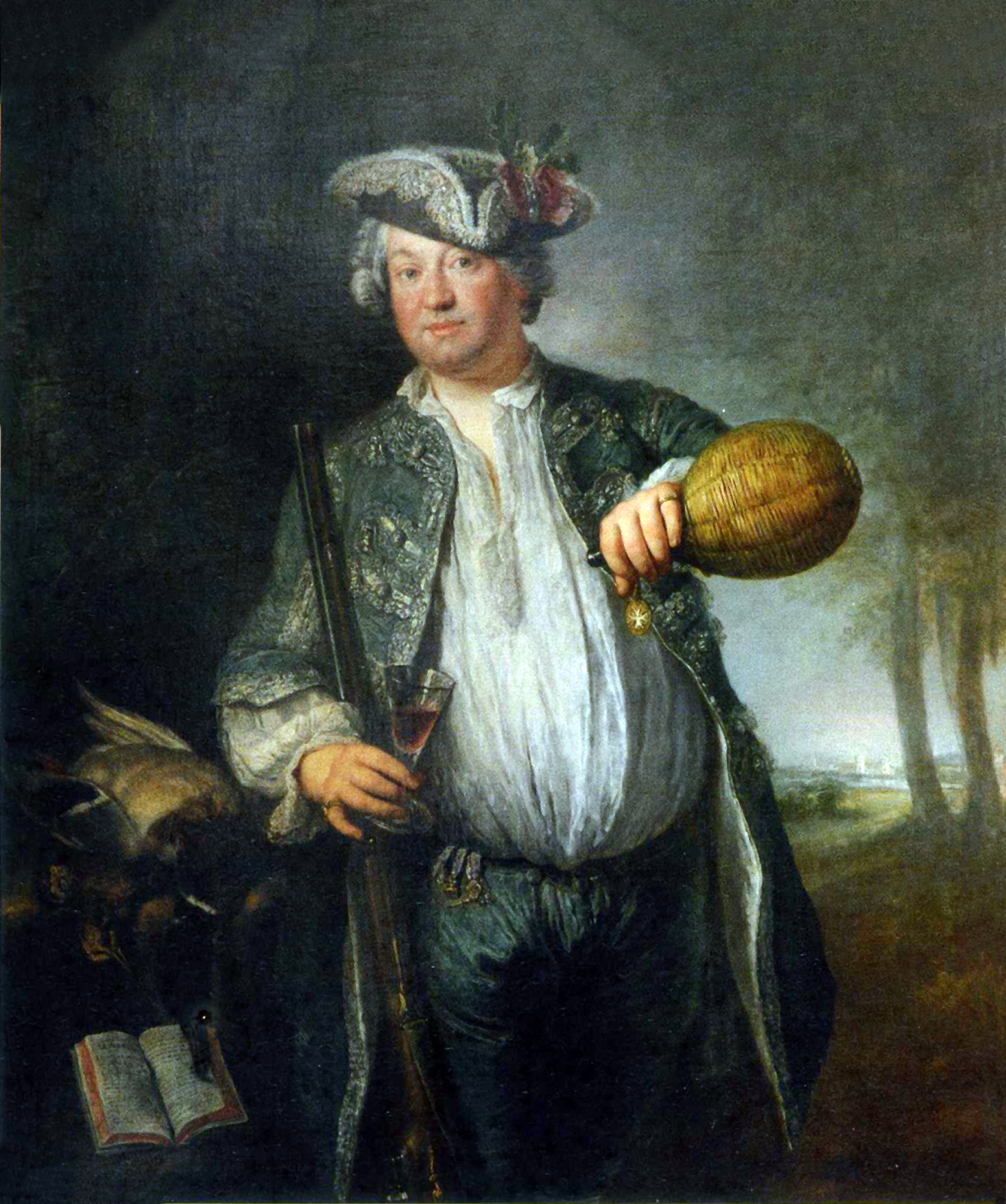
La chemise a été portée sous le Justaucorps au XVIIIe siècle

Les chemises étaient traditionnellement portées par les hommes et les garçons, tandis que les femmes et les filles portaient souvent des blouses parfois appelé chemises. Cependant, au milieu des années 1800, ils sont également devenus un vêtement pour femmes et sont portés par les deux sexes aujourd'hui.

## Composants
Une chemise a plusieurs composants: Un dos en une seule pièce, généralement plissé, froncé ou coupé dans une partie de tissu située dans la partie supérieure du dos derrière le cou et par-dessus les épaules, appelé empiècement (unique ou cousu verticalement au milieu); des manches d'une pièce avec des patches au poignet, ou bien des manches courtes (coupées au-dessus du coude), bien que cela ne soit pas traditionnel; une bande de tissu autour de chaque poignet appelée manchette; le col, une bande autour du cou, qui est normalement un col rabattu, avec la bande repliée vers le bas du cou, laissant deux points à l'avant, dont la largeur est appelée largeur; et enfin deux empiècements avant qui se chevauchent légèrement au milieu de la patte pour se fixer avec des boutons (ou rarement avec des  boutons de chemise).

### Cols

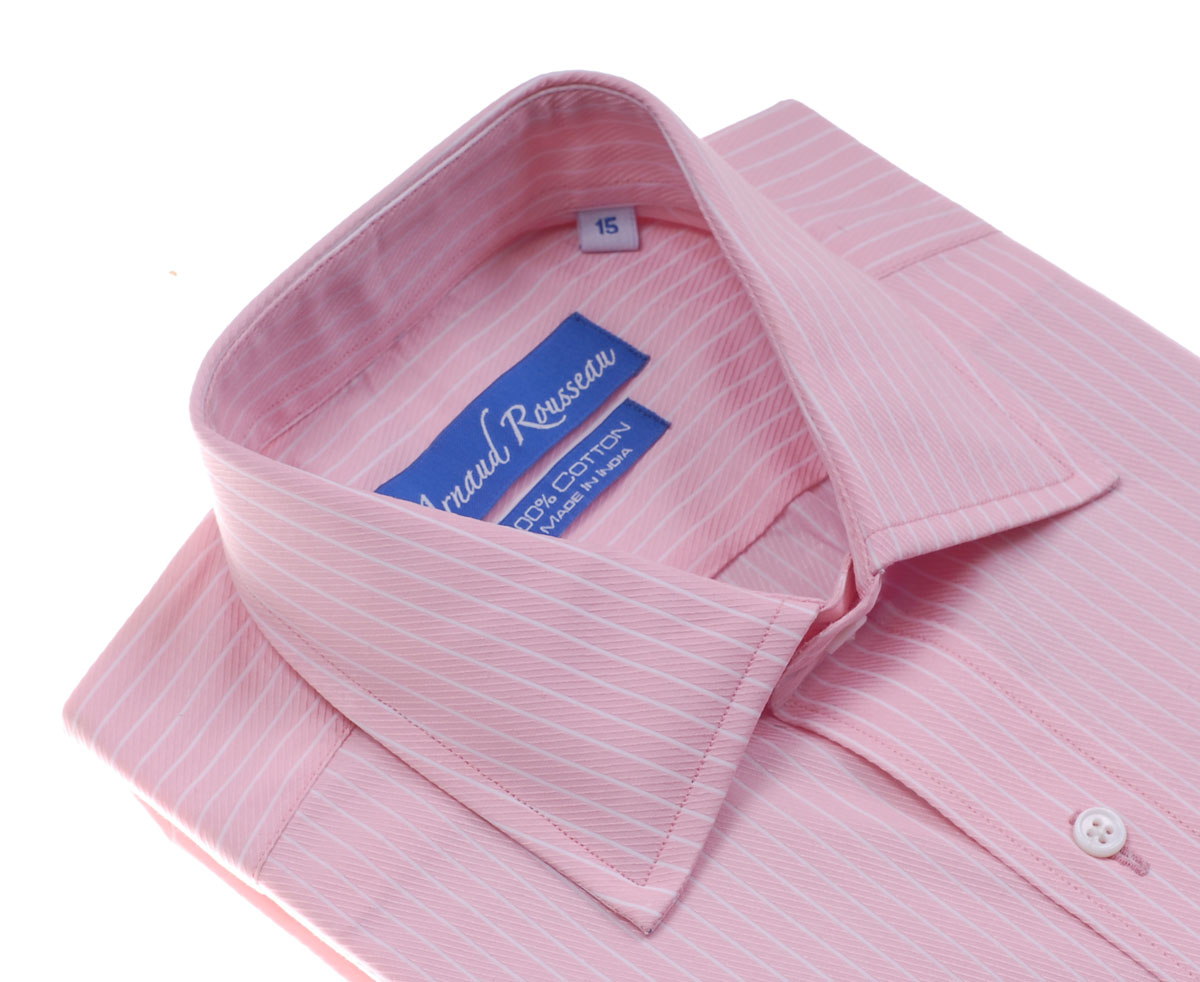
Les cols écartés mesurent environ 3,5 à 8.5 pouces (89 à 216 mm) entre les pointes du col.

Il existe différents styles de col, qui est le principal indicateur de la formalité d'une chemise. Ceux qui sont discutés ici sont tous des colliers attachés et non des styles spécifiques aux cols détachables. Le bouton tout en haut est le numéro 1.
- Les colliers écartés mesurent environ 3,5 à 8,5 pouces (89 à 216 mm) entre les pointes du col et les cols les plus larges sont souvent appelés cols en coupe ou col en Windsor d'après le duc de Windsor. Ce style urbain est plus formel, bien qu’il soit courant en Europe et prédominant au Royaume-Uni.
- Les cols pointus, droits ou petits sont étroits, avec de 2,5 à 4 pouces (64 à 102 mm) entre les pointes du col.
- Les cols boutonnés, ou "cols sport", ont des points fixés par des boutons sur le devant de la chemise. Introduits par Brooks Brothers en 1896, ils ont été conçus d'après les chemises des joueurs de polo et ont été utilisés exclusivement sur des chemises de sport jusque dans les années 1950 en Amérique. Il est toujours considéré comme un style plus sportif et, surtout en dehors des États-Unis, les hommes vêtus de façon traditionnelle ne portent toujours pas de costume avec ce style de col.

Les styles moins communs ci-dessous étaient tous autrefois communs, mais ont perdu de leur popularité.
- Les colliers à œillets nécessitent une barre de col de style haltère pour rejoindre le petit trou cousu à chaque point.
- Les cols à patte sont des cols pointus avec deux bandes de tissu qui s'étendent du milieu du col et se rejoignent derrière la cravate. Ceux-ci soulèvent la cravate, donnant un effet d'arc semblable à un collier épinglé. Les onglets peuvent être fermés avec un bouton-pression, un bouton ou un bouton-pression en métal.
- Les colliers de club ont des bords arrondis et étaient très populaires au cours des premières décennies du XXe siècle. Ils ont récemment gagné en popularité en raison d'émissions de télévision telles que Mad Men.
- Le Varsity est un type de col étalé dans lequel les points se courbent vers l’extérieur de la patte de boutonnage de la chemise.
- Les chemises conçues pour prendre un col détachable ont un col tunique, une bande de tissu basse autour du cou, avec un trou à l'avant et à l'arrière pour les boutons du col.

Des chemises à col contrasté sont parfois fabriquées, qui sont des cols blancs sur une chemise colorée ou à motifs. Ceux-ci sont portés pour diverses raisons, telles que pour compenser certains teints en raison d’une tradition fondée sur des cols détachables, où il n’est pas pratique d’avoir de nombreux cols de différentes couleurs; et enfin, parce que lorsqu'un col est remplacé, il est peu probable qu'une correspondance de couleur exacte soit trouvée. Ces cols sont généralement considérés comme plus formels que les tissus assortis des chemises qui ne sont pas blanches.

### Manchettes

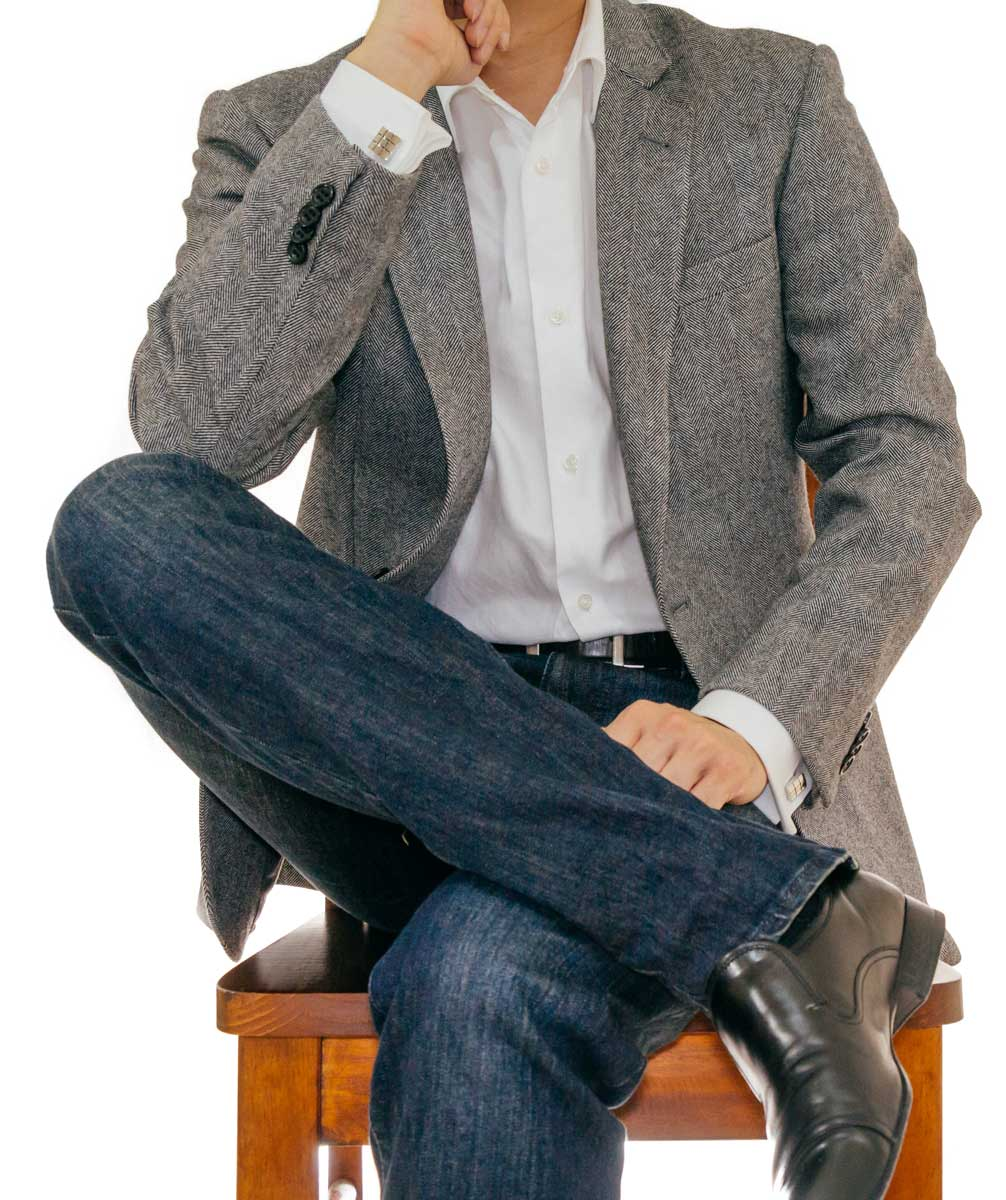
Les doubles manchettes ont une longueur supplémentaire de manche repliée et fixée avec des liens.

Les principales différences entre les manchettes sont la nécessité de fixer des boutons ou des boutons de manchette et de les replier ( double ) ou simples. Les principaux types résultants sont donc: 
- Manchettes de tonneau, le style standard attaché par un ou deux boutons selon les goûts.
- Les manchettes doubles, ou manchettes françaises, plus classiques, ont une longueur supplémentaire de manche repliée et fermée par des liens.
- Les manchettes simples, le style le plus formel, généralement porté uniquement avec des tenues de soirée formelles, sont fixés comme des manchettes doubles, mais sans pli.

En outre, il existe certaines variations, par exemple, les manchettes de tonneau peuvent être taillés, le coin étant coupé à 45 °. Parmi les styles moins courants, citons le portofino, ou manchette cocktail, qui est une double manchette fermée par des boutons, créée d’abord par le fabricant de chemises de Jermyn Street, Turnbull & Asser, puis popularisée par le personnage de fiction James Bond dans les films à partir de 1962.

### Autres caractéristiques
Une chemise traditionnelle de haute qualité a de longues queues, s'étendant presque jusqu'aux genoux à l'arrière, ainsi que sept ou huit boutons. La bande verticale de tissu qui longe l'ouverture frontale s'appelle la patte de boutonnage et confère un aspect plus symétrique à l'articulation entre le côté gauche, en haut et le côté droit. Cet ordre restant sur la droite se retrouve également dans les fermetures du gilet et du manteau, bien que les boutons des vêtements pour femmes soient inversés (de droite à gauche). Les boutonnières, alignées verticalement, sont placées sur la patte de boutonnage, bien que le bouton du haut et les boutons au bas des façades rigides soient alignés horizontalement. Les boutonnières sont l’un des rares endroits où la différence entre la couture à la main et à la machine peut être observée pendant le port de la chemise. Les créateurs de mode utilisent parfois un fil contrastant ici ou sur les boutons pour plus d’impact.
Pour donner plus de plénitude au dos, il y a souvent des plis où le panneau arrière se joint au joug. Sur certains raccords, ils ne sont pas nécessaires et les chemises faites à la main peuvent comporter le tissu supplémentaire travaillé en permanence dans la couture. En Amérique, un pli creux est commun (deux plis ensemble au centre), alors qu'en Grande-Bretagne, les plis sont placés plus larges sous les épaules.
Les chemises moins classiques en Grande-Bretagne n'auront pas de poches, mais la chemise standard en Amérique en a une unique sur le côté gauche du porteur, qui est une pièce cousue avec un ourlet supérieur uni, éventuellement avec un seul bouton pour la fermeture. Cette petite poche est assez grande pour contenir un paquet de cigarettes ou quelques stylos (un protecteur de poche peut être utilisé). Les chemises moins formelles peuvent comporter des poches plus grandes, des poches doubles ou des poches à rabat; Les chemises de style safari ou autres de style militaire comportent souvent deux grandes poches à rabat boutonné. Les chemises moins formelles peuvent également avoir de petites poches sur les manches. Les bretelles sont pratiquement inexistantes sur les chemises de soirée, à l'exception des vêtements militaires.
Les chemises à manches courtes ont un ourlet uni (sans bouton) au-dessus du coude de l'utilisateur. Ils sont considérés comme une option estivale ou tropicale décontractée, même si de nombreuses personnes ne portent que les manches longues traditionnelles en toutes circonstances.

## Chemises formelles
Au Royaume-Uni, le terme chemise de soirée est réservé à un type particulier de chemise de ville. Il existe des chemises de jour formelles à porter avec la jaquette et les chemises de ville blanches utilisées comme tenues de soirée.
Une chemise de ville est assez semblable à une chemise normale et est généralement blanche, avec un col rigide amovible, bien que d'autres motifs, tels qu'une bande bleue verticale, conviennent également. Les doubles manchettes sont les plus courantes. Ce type de chemise est également porté de manière conventionnelle par certains avocats et juges.
Une chemise de soirée, à porter avec une tenue de soirée, par exemple en tant que cravate noire ou blanche, présente des caractéristiques uniques. Aux États-Unis, on appelle souvent cette chemise un smoking ou une chemise de smoking . La chemise est toujours blanche.
La chemise requise pour la queue-de-pie est très spécifique. Il doit avoir un col d'aile détachable et être fixé avec des boutons de chemise au lieu de boutons sur le devant. Les crampons sont normalement en nacre sertie d'or ou d'argent, mais une incrustation d'onyx noir est également autorisée. Les boutons de manchette doivent correspondre aux goujons. Le devant de la chemise est composé de panneaux fabriqués dans un matériau différent du reste de la chemise, qui sont les seules parties visibles sous le gilet. La forme des panneaux, un de chaque côté, est soit rectangulaire, soit en forme de U plus ancienne (conçue pour s'asseoir sous les gilets en forme de U des années 1920, maintenant largement remplacés par la forme en V plus moderne). Le matériau des panneaux est constitué soit de couches de coton épais épais et fortement amidonnées (ce type est souvent appelé une chemise bouillie sur le devant car il faut la mettre dans de l'eau bouillante pour éliminer l'amidon avant le nettoyage), soit du coton marcella (piqué). . Le marcella est plus courant, mais un peu moins formel, bien que toujours approprié, car il a été conçu à l’origine pour être utilisé sur des chemises de soirée, car les côtes peuvent capter plus d’amidon et créer un devant encore plus raide. Traditionnellement, on utilisait des chemises sans col avec un col à l'aile détachable et des boutons de col, mais on voyait parfois des motifs tout-en-un, bien que cela soit considéré comme incorrect et donne à beaucoup une apparence médiocre,. Les poignets sont simples et fortement amidonnés (si le devant est en marcella, ils sont généralement assortis).
Le smoking offre plus de marge de manœuvre. Les chemises peuvent être souples (non empesées), ce qui vous permet de choisir entre un marcella non étoilé ou un devant plissé, ainsi que les chemises à cravate blanche, qui peuvent également être portées avec une cravate noire. Le col est encore parfois un col alvéolé raide (courant en Amérique, bien que la variété attachée y soit plus populaire), ou un col rabattu (plus fréquemment vu en Grande-Bretagne). Au cours des dernières décennies, en particulier dans les années 1970, Will Hunter a créé les devants de chemise à volants. [réf. nécessaire]  bien qu'ils soient maintenant hors de la faveur. Les boutons de robe sont facultatifs et sont sertis d'onyx en argent ou en or, le cas échéant; sinon, les boutons sont normalement dissimulés sous une patte de boutonnage. Les boutons de manchette ont tendance à être aussi simples et minimisés que possible, et s'harmonisent avec les goujons, s'ils ne correspondent pas.
La patte de boutonnage de la chemise est la partie qui contient les boutons et les boutonnières. Ceci est hautement considéré comme le point central de la chemise lorsque porté avec désinvolture. Malheureusement, en raison du manque de renforcement, le poids du col paralysera la patte tout au long de la journée. Aucune quantité d'amidon, de repassage, de pressage, ni le type de tissu ne sont importants pour combattre l'effondrement.

## Matériaux

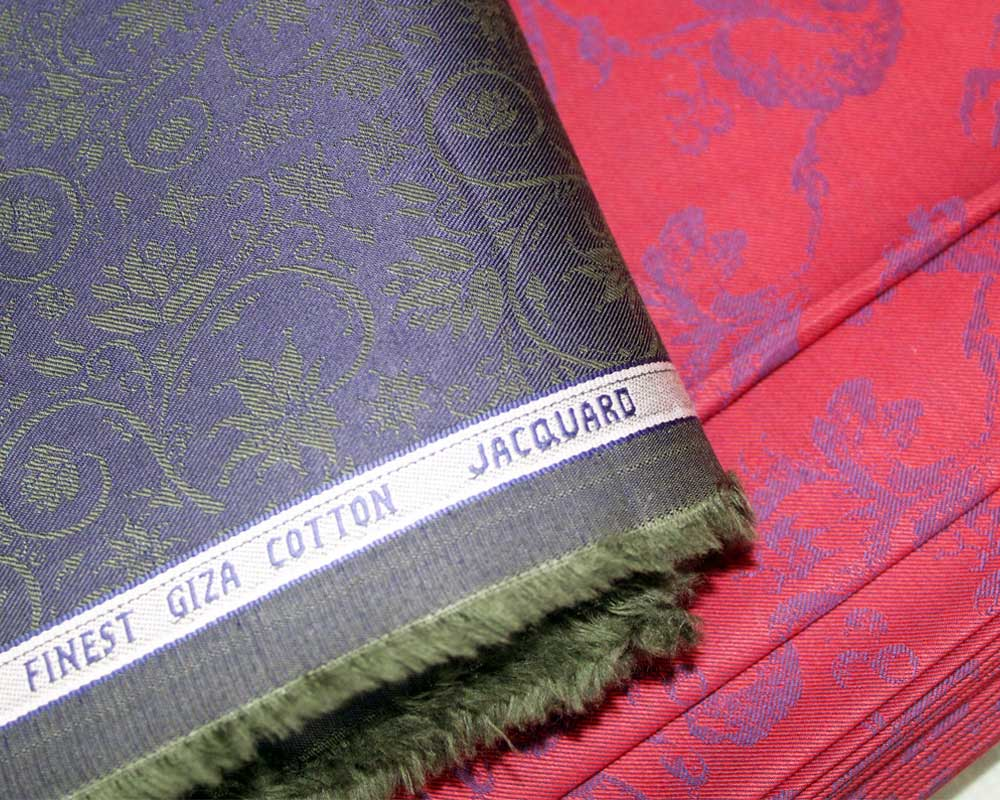
Le coton Giza est le choix préféré pour la confection de chemises de ville en raison de sa qualité supérieure. Le coton Giza est un type de coton haut de gamme, cultivé et récolté au Moyen-Orient.

Les chemises sont en tissu tissé. Les fibres naturelles les plus utilisées dans le passé étaient le coton (les plus fréquentes), le lin (les plus anciennes), la ramie, la laine ou la soie. De nos jours, les fibres artificielles telles que le polyester ou les mélanges de polyester sont également utilisées, en raison de leur faible coût, bien que la plupart des fabricants de chemises considèrent que le matériau le plus pauvre, en raison de leur douceur et de leur respirabilité moindres. Cependant, alors que les chemises en coton de haute qualité peuvent survivre avec précaution quelques décennies, un mélange de polyester et de coton peut être utilisé dans des environnements plus exigeants. Cependant, ces matériaux à base de plastique créent une pollution microplastique. Le coton Giza est un type de coton de haute qualité qui est le choix préféré des chemisiers haut de gamme, en raison de sa longueur. Le lin produit un tissu frais qui se plisse énormément et est principalement utilisé dans les chemises d'été légères. Le coton est donc le matériau standard pour toutes les chemises, sauf les moins chères. La soie est occasionnellement portée, mais il fait chaud et a un éclat marqué.
Les fils de ces fibres sont tissés en différents tissages, les plus remarquables étant le drap fin, le double du nombre de fils de chaîne à fil de trame donnant une chemise lisse et formelle; le serge, où les plis de la trame ne s'alignent pas, donnant un motif en diagonale, un tissage utilisé pour la plupart des chemises à carreaux de pays ( par exemple Tattersall ); la popeline, avec une chaîne plus lourde que la trame, donnant un tissu plus formel; et Oxford tisse. Les tissus unis Oxford ou pinpoint Oxford sont populaires en tant que tissus décontractés. Ils sont donc généralement utilisés en combinaison avec un col boutonné, tandis que le royal Oxford est suffisamment polyvalent pour être utilisé sur des chemises sport et classiques. Il existe de nombreux autres types de tissages ou variations, y compris des motifs bout à bout, où alternent des fils blancs et colorés donnant une apparence marbrée, ou des tissages plus exotiques, y compris la voile et la batiste, qui sont des tissus extrêmement légers utilisés chemises d'été ou sur les parties invisibles des chemises formelles.
L'utilisation du motif et de la couleur est également importante. À l'origine, à l'époque édouardienne, lorsque la chemise moderne a émergé, toutes les chemises étaient blanches. Peu à peu, plus de couleurs ont été introduites, y compris le bleu, la couleur la plus populaire, en particulier dans les tons plus clairs tels que le Wedgwood. Une gamme complète de couleurs est maintenant portée, du rose au jaune. Les chemises moins traditionnelles sont également faites avec des couleurs plus foncées, même le noir, et des couleurs vives ou plus claires et les imprimés très décontractés ont été popularisés après la guerre par des vêtements de fête légers comme les chemises hawaïennes .
L'utilisation prévue des chemises dicte différents choix de motifs. Par exemple, les chemises de pays sont généralement vérifiées, avec des vérifications de tailles différentes à coordonner avec des tweed de motifs différents, et comportant une, deux ou parfois plus de couleurs de vérifications sur un fond crème ou blanc clair. Pour les chemises de ville, les motifs simples ou à rayures sont plus courants, la plupart des rayures étant verticales, tandis que les rayures horizontales constituent une option légitime. Les motifs à chevrons sont portés de manière informelle et désinvolte. Certaines couleurs, telles que le violet ou le rose, ne sont généralement utilisées qu'avec des chemises de ville. De plus, l'utilisation de la couleur est saisonnière, les nuances comme le vert étant davantage associées à l'automne que celles d'été comme le jaune. Les couleurs et les motifs peuvent être choisis pour plus que de simples raisons esthétiques, car des tendances telles que le « power dressing »(noté pour la première fois dans Molloy, Dress for Success [1975]) mettent l'accent sur l'impact social du vêtement. Par exemple, un dirigeant municipal peut porter de manière stéréotypée de fortes tendances verticales lors de réunions pour souligner son autorité.

### Non repassé
Les chemises sans plis sont devenues populaires après avoir été présentées par Brooks Brothers en 1953.
Une résine utilisée pour la confection de chemises sans rides dégage du formaldéhyde, ce qui pourrait causer une dermatite de contact chez certaines personnes, en particulier chez celles qui ont déjà développé une allergie; aucune obligation de divulgation n'existe et, en 2008, le Government Accountability Office des États-Unis a testé le formaldéhyde dans les vêtements et a constaté que les niveaux les plus élevés concernaient généralement les chemises et les pantalons antirides.

## Porter une chemise
L'ourlet est rentré dans le pantalon. Pour les tenues informelles ou de cérémonie, un manteau et une cravate (ou un nœud papillon ) sont obligatoires. Lorsque vous portez une cravate, le bouton du haut de la chemise est attaché afin que la cravate puisse épouser parfaitement la nuque du porteur avec une apparence soignée.
Quand une cravate n'est pas portée, les conventions en matière de boutonnage diffèrent d'une organisation à l'autre. Aux États-Unis et au Royaume-Uni, le bouton du haut n'est pratiquement jamais boutonné si la cravate n'est pas portée. En France, il est plus courant de déboutonner deux boutons et les politiciens apparaissent à la télévision dans ce style.
Dans les usages occasionnels, ces conventions ne sont souvent pas suivies, beaucoup choisissant de porter des chemises non dissimulées ou de laisser le bouton du haut défait avec une cravate. Ceci est généralement fait par les enfants et les jeunes hommes, en particulier dans le cadre de l'uniforme scolaire, où cela n'est pas autorisé. De manière encore plus décontractée, certains choisissent maintenant de ne pas repasser leur chemise ou d'utiliser des tissus non traditionnels «non repassables».
De même, dans le cadre de vêtements de travail plus décontractés, certains hommes américains portent des chemises avec les deux boutons du haut non déboutonnés (boutonnés au troisième bouton), bien que le fait de boutonner au quatrième bouton soit largement considéré comme trop décontracté. En conséquence, certaines chemises sont fabriquées avec une différence au niveau du deuxième ou du troisième bouton, en guise d'indice subtil quant à l'endroit où il faut boutons. Plus simplement, la chemise peut être entièrement déboutonnée, par-dessus un t-shirt.

## En forme
Aux États-Unis, les tailles de prêt-à-porter de chemises de ville sont traditionnellement composées de deux chiffres tels que 15½  34, ce qui signifie que la chemise a un col de 15,5 pouces (390 mm) de circonférence (mesurée du centre du bouton supérieur au centre de la boutonnière correspondante) et d'un manchon de 34 pouces (860 mm) de long (mesuré à partir du milieu du dos et des épaules jusqu'au poignet). Cependant, pour réduire le nombre de tailles à fabriquer et à stocker, une longueur moyenne de manchon est parfois donnée sous la forme 15½   34/35 (indiquant un col de 15,5 pouces (390 mm) de circonférence et une manche de 34 pouces (860 mm)). Étant donné que le brassard comporte souvent deux boutons, le diamètre du brassard peut être réduit afin que la manchette ne tombe pas sur la main, ce qui permet à la chemise de s’ajuster à la longueur la plus courte. Étant donné que la taille des manches et du cou ne tient pas compte de la taille, certaines chemises sont coupées larges pour s'adapter à la taille du ventre. Les chemises coupées pour un ventre plat sont généralement étiquetées «ajusté», «coupe ajustée», «coupe athlétique» ou «coupe ajustée». Les termes utilisés pour les chemises plus élaborées sont plus variés ("Traditionnel", "Régulier", etc. ) et sont parfois expliqués sur le site Web d'un fabricant de chemises. De plus, "Portly" ou "Big" sont souvent utilisés pour les tailles de cou de 18 pouces (460 mm)  ou plus. Les chemises boutonnées très décontractées sont souvent classées comme petites, moyennes, grandes, etc. La signification de ces tailles ad hoc n’est pas non plus normalisée et varie d’un fabricant à l’autre.
Dans l’industrie sur mesure où chaque chemise est confectionnée à partir d’un motif dessiné individuellement, ces problèmes de dimensionnement sont évités, bien qu’il existe toujours différentes façons de l’ajuster. Alors que beaucoup choisissent de couper la manche longtemps et ont la manchette attrapé par la main pour régler sa longueur, certains préfèrent l’option beaucoup plus difficile d’utiliser une emmanchure haute et une forme soigneusement ajustée bon endroit où le bras bouge.
Les chemises sur mesure peuvent ne pas correspondre aussi bien que sur mesure, mais peuvent offrir un degré similaire de personnalisation et d’ajustement à moindre coût.
Pendant soixante ans, les concepteurs et les fabricants américains de cravates et de chemises de ville étaient membres de la Men's Dress Furnishings Association, mais le groupe professionnel a fermé ses portes en 2008 en raison de la baisse du nombre de membres causée par la diminution du nombre d'hommes portant des cravates.

## Dans le cadre des codes vestimentaires
Les chemises de ville sont considérées comme un symbole puissant de la virilité et étaient autrefois portées par les hommes presque à toutes les activités. Bien qu’ils aient été largement remplacés aujourd’hui par des pull-overs tels que des t-shirts ou des sweats à capuche, ils restent largement dominants en tenue de ville ou de ville et sont presque toujours attendus (ou même tenus de respecter les codes vestimentaires ) pour de telles occasions. Cela a tendance à s'appliquer même lorsque les cravates ou les vestes de costume ne le sont pas, ou lorsque même un jean peut être porté à la place d'un pantalon de costume.

## Production industrielle

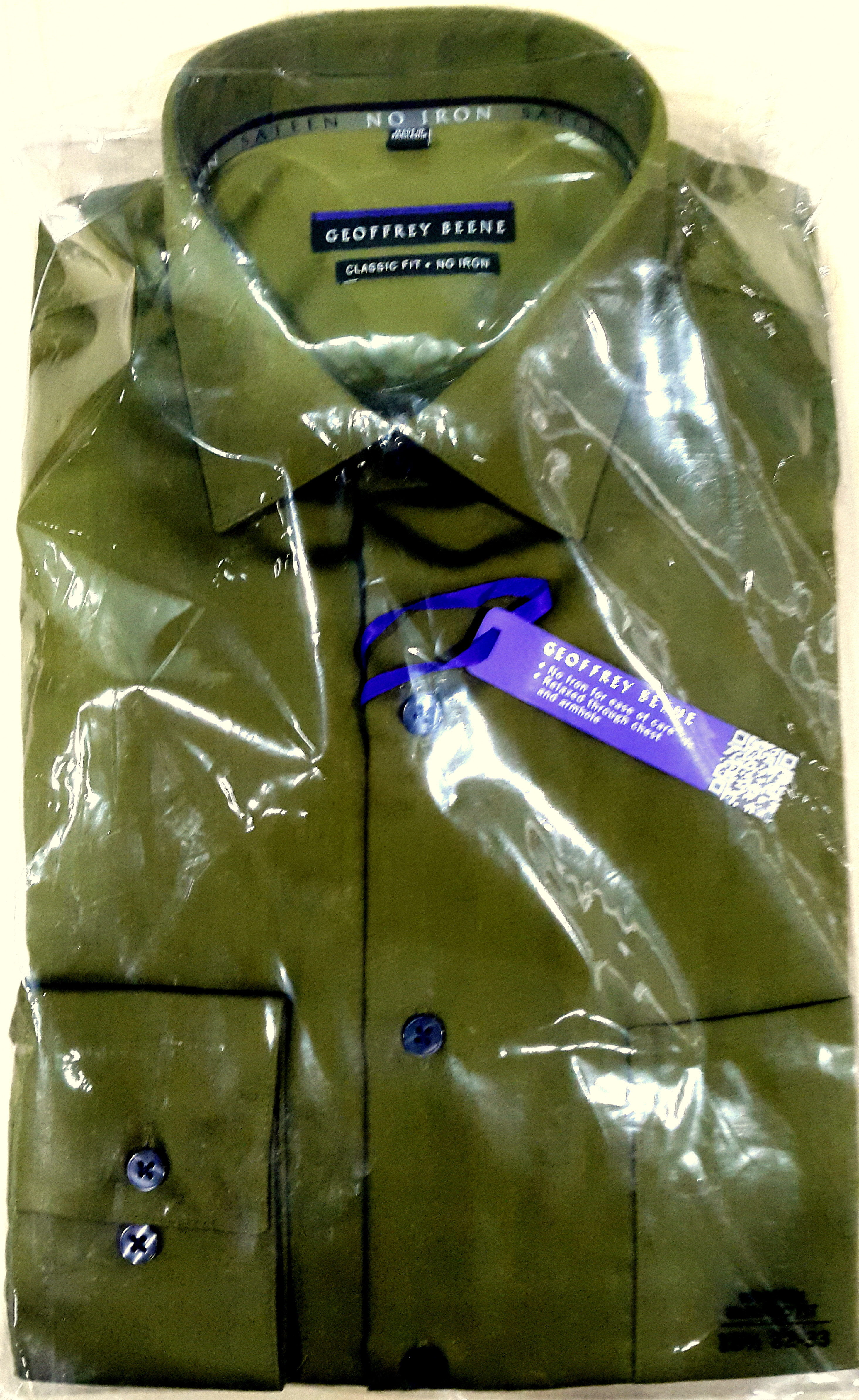
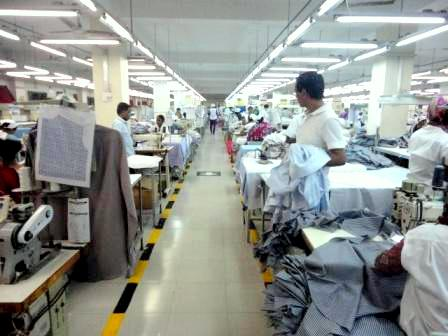
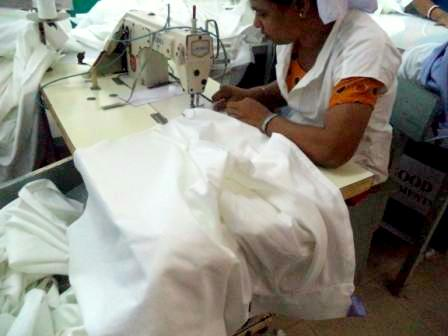
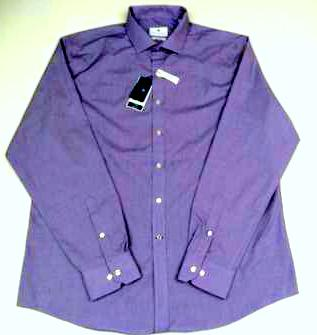
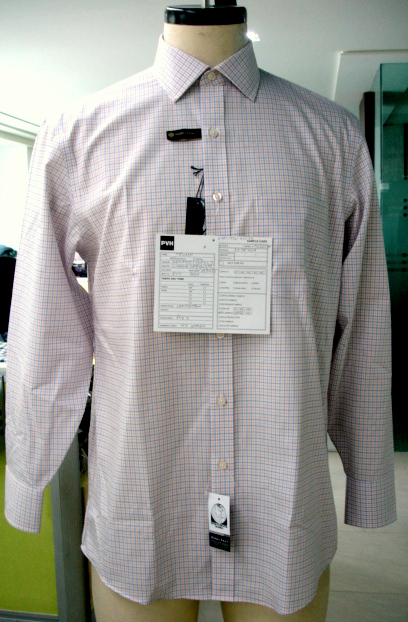
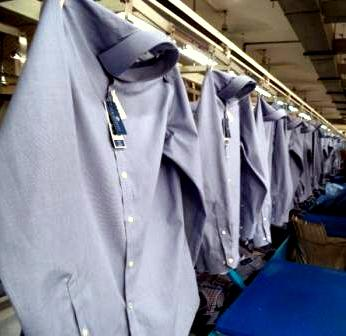
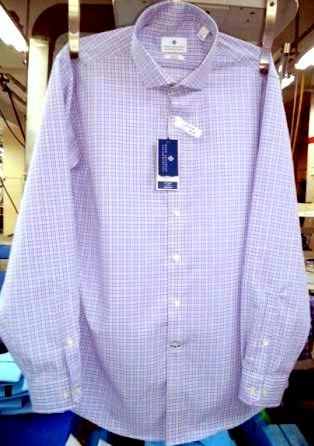